# Phoenix pusilla
Phoenix pusilla är en enhjärtbladig växtart som beskrevs av Joseph Gaertner. Phoenix pusilla ingår i släktet Phoenix och familjen Arecaceae. Inga underarter finns listade i Catalogue of Life.